# KV35

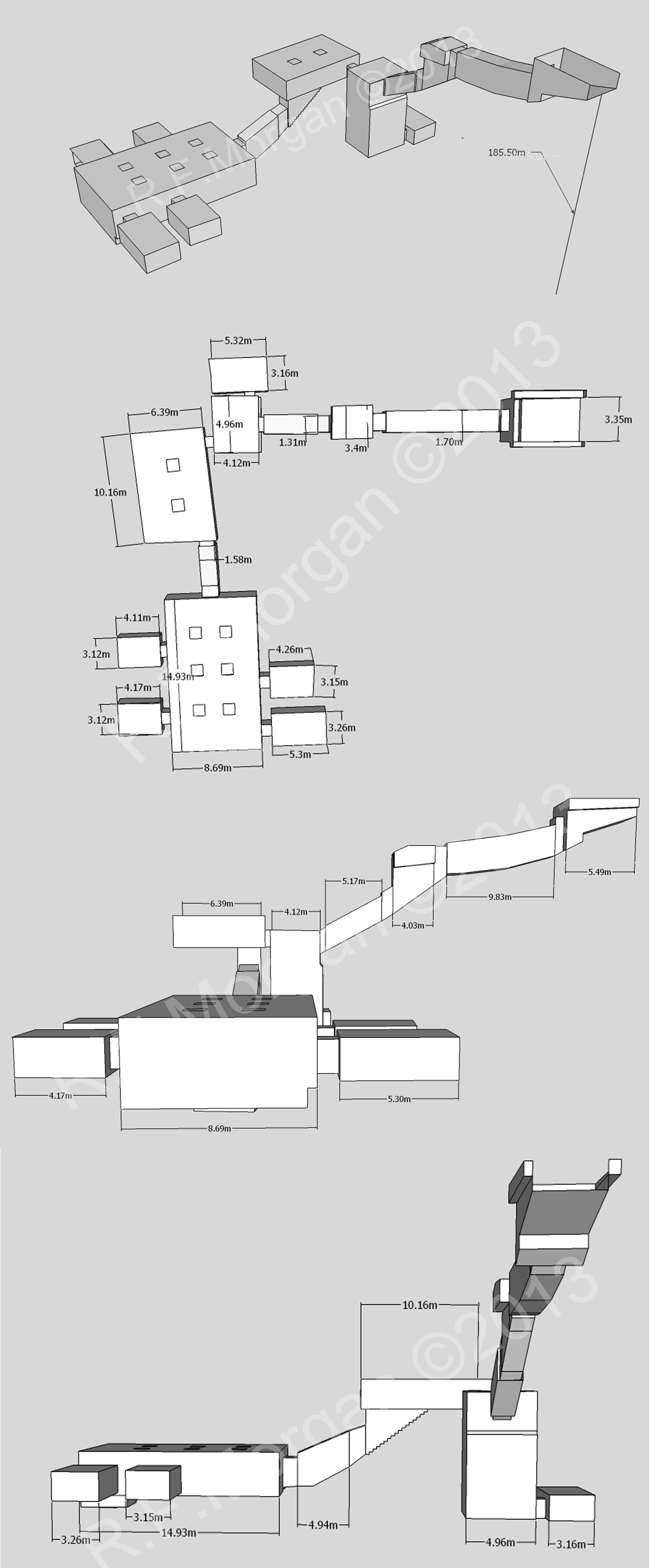
3D-модель гробницы KV35

Гробница KV35 (англ. King's Valley №35) в Долине Царей обнаружена 9 марта 1898 года французским египтологом Виктором Лоре. Известна найденными в ней останками фараона Аменхотепа II из XVIII династии. Использовалась при XXI династии, как тайное хранилище для мумий Тутмоса IV, Рамсеса IV, Рамсеса V и Мернептаха.

## Описание
Гробница Аменхотепа II построена в традиционном стиле усыпальниц ранней XVIII династии, но отличается некоторыми чертами. Погребальная камера прямоугольной формы и разделена на две части, в одной из которых в 1889 году была обнаружена нетронутая мумия фараона (о чём свидетельствовали царский лук и сохранившиеся гирлянды цветов мимозы) в каменном саркофаге. Стены и колонны гробницы расписаны сценами Книги Амдуат иератикой; потолок расцвечен жёлтыми звёздами на тёмно-синем фоне. Устройство гробницы схоже с усыпальницей фараона Тутмоса III (KV34) — отца Аменхотепа II. Другие помещения оштукатурены, но не расписаны.
Гробница расхищалась ещё в древности, но многие предметы рядом с мумиями сохранились. Главными находками считаются саркофаг Аменхотепа II из красного кварцита, фаянсовые, каменные и деревянные ушебти, деревянные статуи фараона, сосуды из стекла, камня и фаянса, модель деревянной лодки, коробка для каноп из кальцита, папирус с Книгой пещер. Мебель сломана, вероятно, расхитителями.
В неспокойный Третий переходный период и при XXI династии гробница использовалась, как тайник для хранения царственных мумий, которые идентифицировали по надписям на пелёнах. Подобная судьба сложилась у гробницы DB-320 (TT-320) в Дейр эль-Бахри.

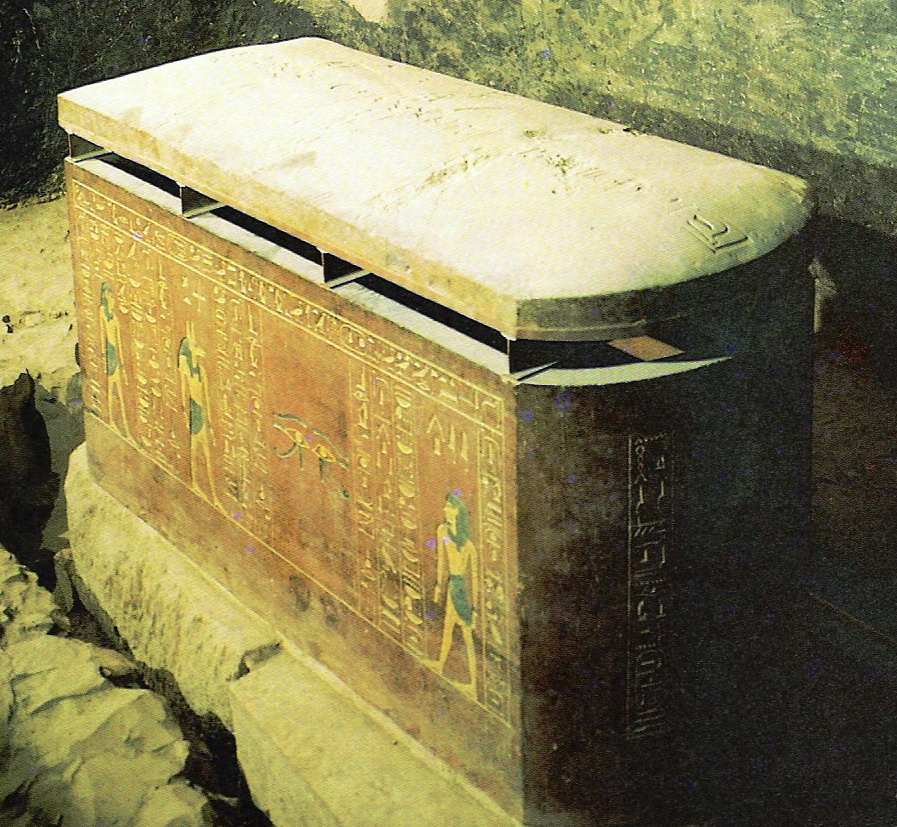
Саркофаг фараона Аменхотепа II
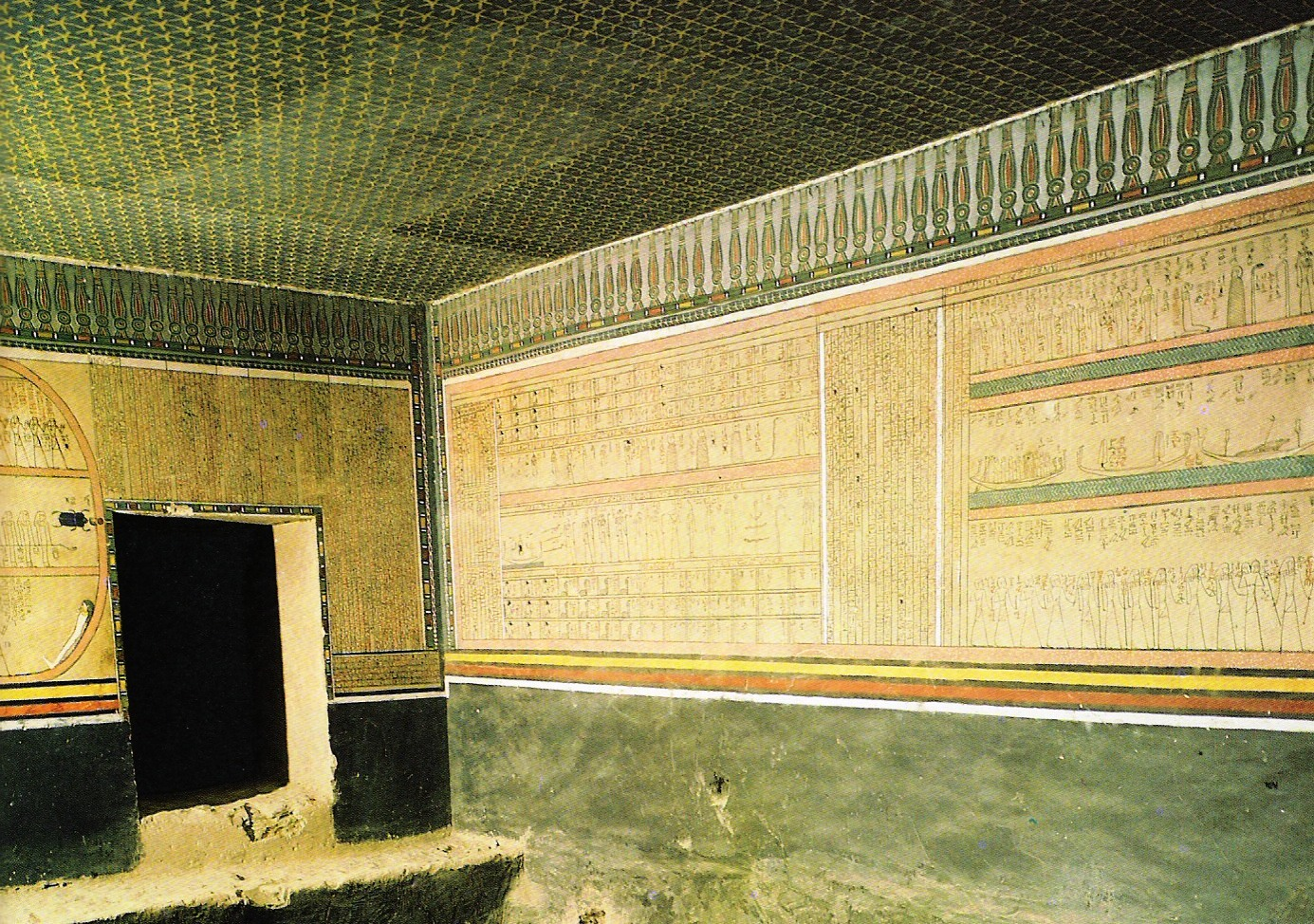
Зал саркофага с изображениями сцен Амдуата
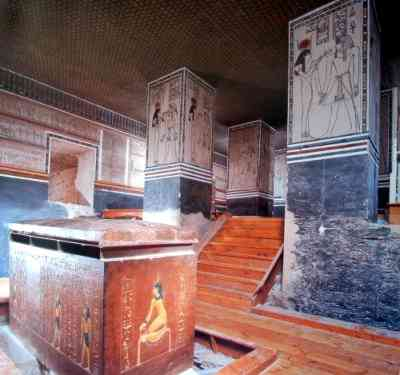
Росписи гробницы KV35
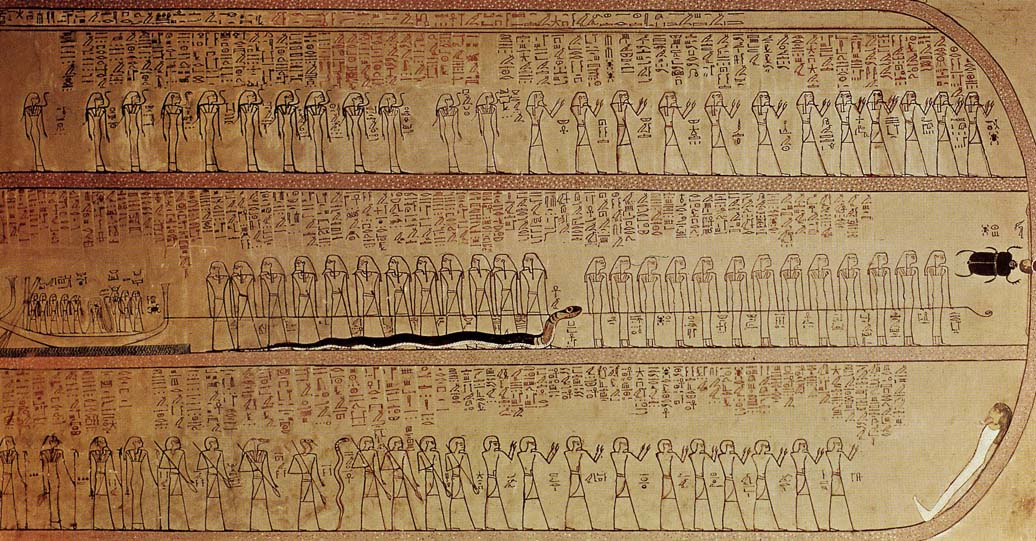
Изображение Дуата в гробнице KV35

## История открытия
Обнаружена 9 марта 1898 года Виктором Лоре в Долине Царей. Вместе с мумией фараона Аменхотепа II лежащей в саркофаге, во внутренних покоях гробницы были найдены много других царственных мумий. По указанию Лоре саркофаг с мумией Аменхотепа II оставили на прежнем месте, а другие перевезли в Каир. Вход закрыли тяжёлой железной решёткой с висячими замками, приставили двух стражников для охраны. Однако три года спустя, 24 ноября 1901 года гробницу ограбили. Мумия не пострадала, однако пелёны разрезаны в местах нахождения амулетов и украшений. Неизвестно, было ли грабителями что-то украдено. После данного инцидента тело Аменхотепа II перевезли в Каирский музей.
KV35 стала одной из шести освещённых электричеством гробниц в 1903 году, когда главным куратором древностей Верхнего Египта назначили Говарда Картера.

## Найденные мумии

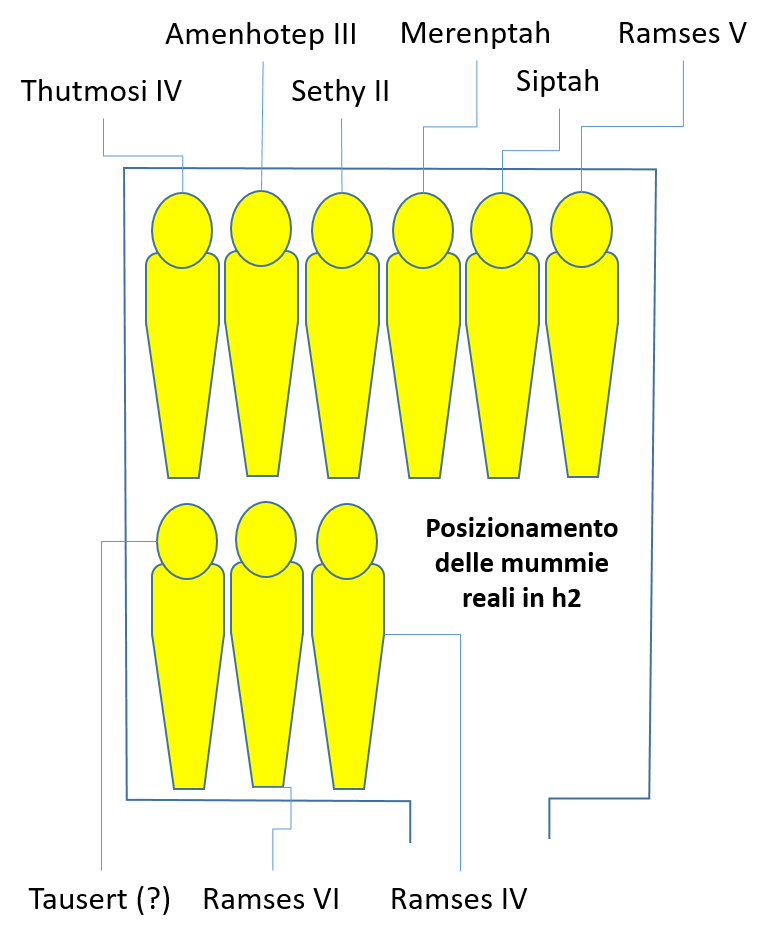
Мумии фараонов в помещении h2

Идентифицированные по надписям на пелёнах и генетико-генеалогическим экспертизам мумии располагались в одном из подсобных помещений (h2) в следующей последовательности:
1. Тутмос IV (XVIII династия)
2. Аменхотеп III (XVIII династия) лежал в саркофаге имени Рамзеса III с крышкой имени Сети II[1].
3. Сети II (XIX династия)
4. Мернептах (XIX династия)
5. Саптах (XIX династия)
6. Таусерт (?) (XIX династия). Мумия женщины, в крышке саркофага подписанном именем фараона Сетнахта.
7. Рамсес IV (XX династия)
8. Рамсес V (XX династия)
9. Рамсес VI (XX династия)

В других помещениях также обнаружены:
1. (e1) женская мумия, возможно Меритра Хатшепсут — мать Аменхотепа II (XVIII династия);
2. (f) мужская мумия в ладье, возможно, фараон Сетнахт. Украдено или уничтожено тело в начале XX века.
3. (h1) Тия, жена Аменхотепа III и мать Эхнатона, до недавнего времени называемая «Старшая леди» (англ. Elder lady). (см.ниже)
4. (h1) KV35YL («Younger Lady» — «Младшая леди») — не идентифицированная женщина. По генетико-генеалогической экспертизе — мать Тутанхамона, дочь Аменхотепа III и Тии, сестра Эхнатона. (см.ниже)[4];
5. (h1) Вебенсену[англ.] — сын Аменхотепа II. Скончался в возрасте около 10 лет[5]. Обнаружен лежащим между мумиями Тии и KV35YL[6];
6. (h3) Ещё одна мумия мальчика, предположительно принц Тутмос — сын Аменхотепа III;
7. (h3) сильно повреждённая мумия мужчины.

Не идентифицированные 2 черепа и рука, лежавшая над мумией «Младшей леди» (англ. Younger Lady).

### Мумия Тии

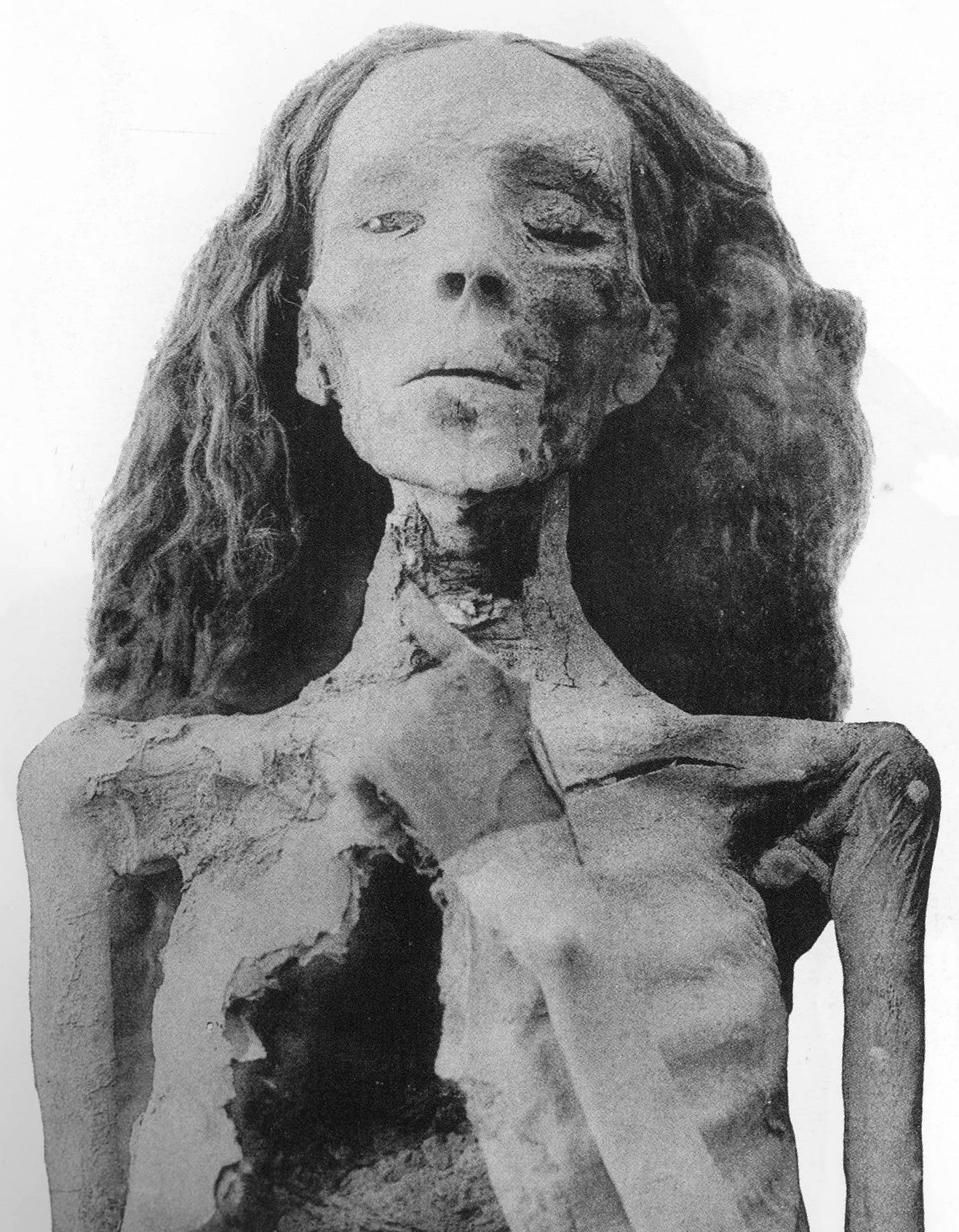
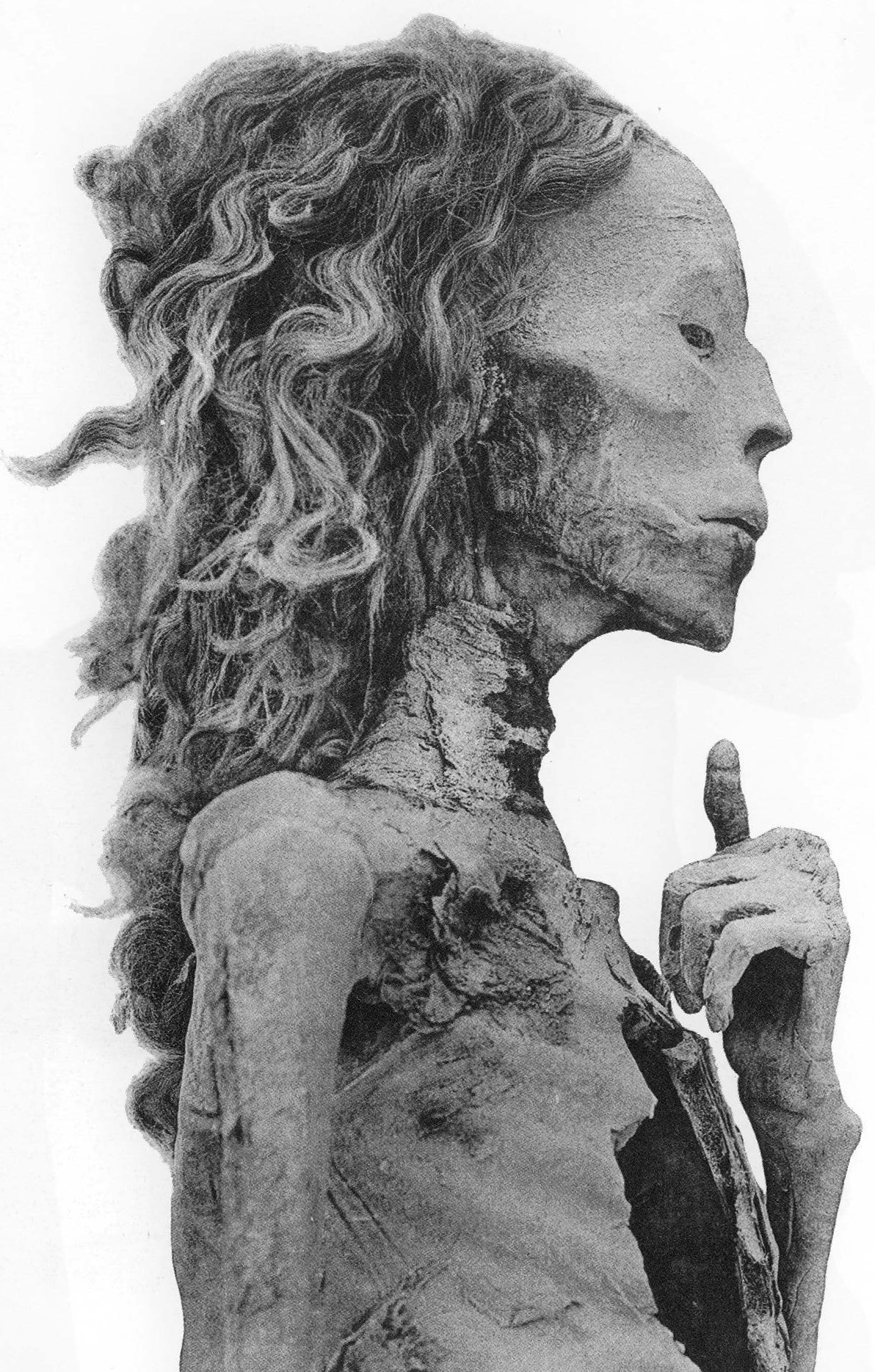
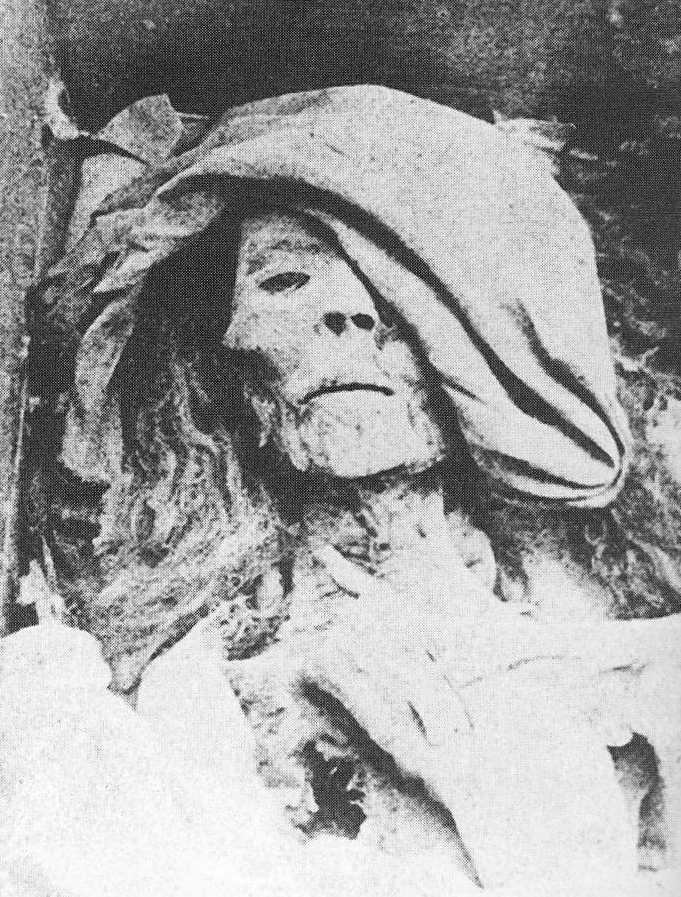

Мумия царицы Тии, матери Эхнатона лежит в царственной позе — правая рука вытянута вдоль тела, левая согнута у груди (сжимаемый скипетр не найден). На момент смерти ей было около 50 лет. Была идентифицирована генетико-генеалогической экспертизой в феврале 2010 года. До этого её именовали «Старшая леди» (англ. Elder lady).

### Мумия «Младшей леди» (Younger Lady)

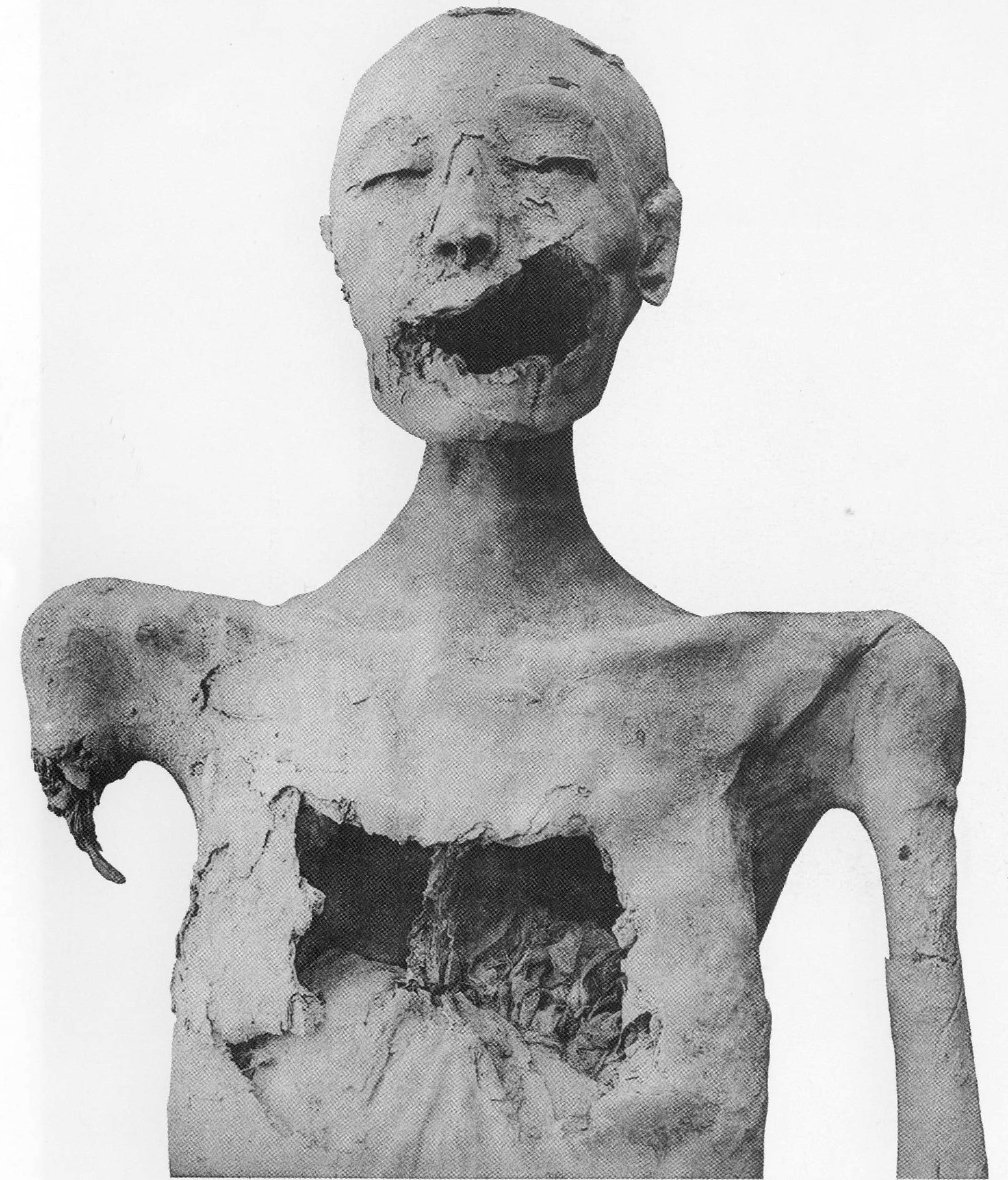
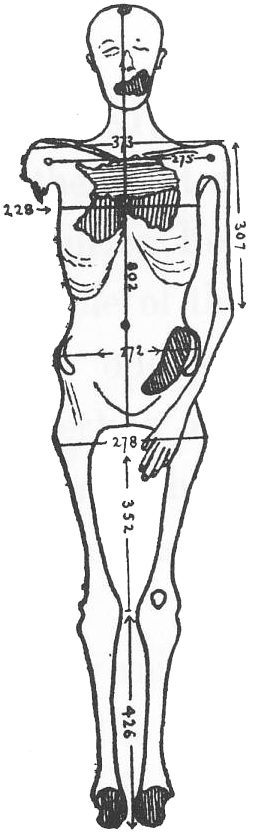
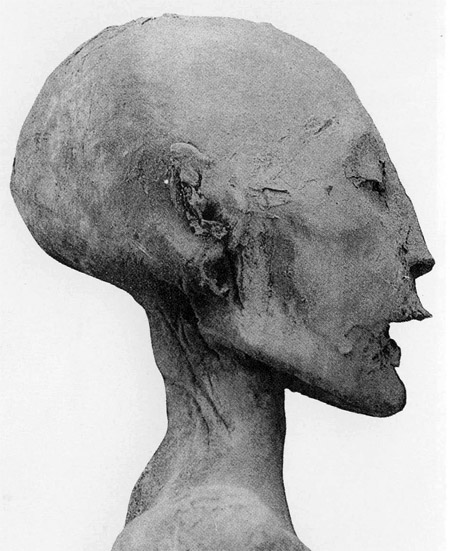

В феврале 2010 генетико-генеалогическая экспертиза показала, что эта женщина — мать Тутанхамона, дочь Аменхотепа III и Тии, сестра Эхнатона. Её имя остаётся неизвестным, но предполагается что она Небетах или Бакетатон.
На момент смерти была не старше 25 лет. Долгое время считалось, что большие раны в левой щеке мумии были сделаны грабителями могил, но последнее повторное исследование показало, что ранения нанесены при жизни и привели к смерти.
Прежде, идентификация мумии была спорной. Так в июне 2003 г. египтолог Джоан Флетчер утверждала, что это Нефертити. В то же время египтолог Захи Хавасс предполагал, что это Кийа, другая жена Эхнатона, которую считали матерью Тутанхамона.